# Aridelus aeros
Aridelus aeros är en stekelart som beskrevs av T.C. Narendran och Sheeba 2007. Aridelus aeros ingår i släktet Aridelus och familjen bracksteklar. Inga underarter finns listade.